# 영양 오류정 종택
영양 오류정 종택(英陽 五柳亭 宗宅)은 대한민국 경상북도 영양군 석보면 소계리에 있는 조선시대의 건축물이다. 1985년 8월 5일 경상북도의 문화재자료 제82호로 지정되었다.

## 개요
조선 영조 11년(1735) 오류정 김두행(1705∼1785) 선생이 지은 살림집이다. 선생은 중국 진나라 도연명의 뜻을 따라 집 뒤뜰에 버드나무 다섯 그루를 심고 정자를 지어 오류정이라 하였다.
건물은 앞면 4칸·옆면 5칸 규모이며 ㅁ자형 평면구조를 이룬다. 사랑방 왼편으로는 2칸을 내어 마루를 깔고, 좁은 마루를 돌려 조각한 난간을 설치하였다.
안동지방을 중심으로 분포되어 있는 양반집의 대표적인 예로 귀중한 자료이다.

## 참고 자료
- 오류정종택 - 국가유산청 국가유산포털